# 10318 Сумаура
10318 Сумаура (10318 Sumaura) — астероїд головного поясу, відкритий 15 жовтня 1990 року.
Тіссеранів параметр щодо Юпітера — 3,512.
Названо на честь Сумаури (яп. すまうら(須磨浦) сумаура).